# Tom Skinner (Jazzmusiker)

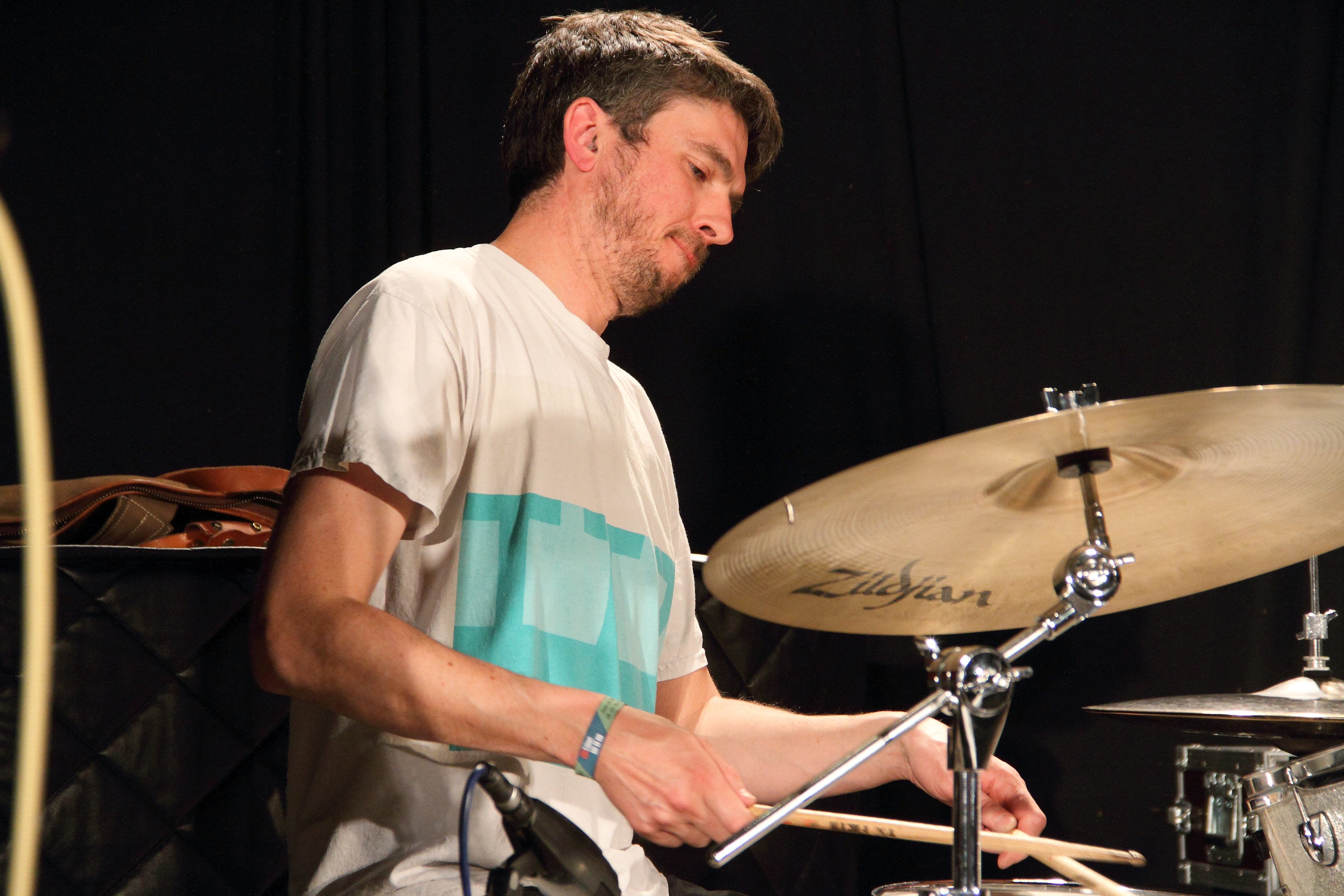
Tom Skinner mit Sons of Kemet auf dem INNtöne Jazzfestival 2018

Tom Skinner (* 26. Januar 1980 in London) ist ein britischer Jazzschlagzeuger.

## Leben und Wirken
Skinner begann im Alter von neun Jahren Schlagzeug zu spielen und besuchte zwischen 1993 und 1996 Workshops am Weekend Arts College in London. 1998 wurde er Mitglied von Gary Crosbys Tomorrow’s Warriors, wo er vier Jahre lang mit Soweto Kinch, Dave Okumu, Andrew McCormac und Tom Herbert zusammenarbeitete und im Londoner Jazz Café auftrat.
Ebenfalls 1998 wurde er Mitglied des Denys Baptiste Quartet, mit dem er zwei Alben einspielte. Weiterhin arbeitete er mit den Quartetten von Byron Wallen, Ingrid Laubrock und Martin Speake, mit dem Sänger Cleveland Watkiss, der Hip-Hop-Gruppe Task Force, mit Jean Toussaint, Stanley Turrentine, Branford Marsalis, Dusko Goykovich, Nick Ramm und dem afrikanischen Mbiraspieler Chartwell Dutiro zusammen. Von der Gründung 2011 bis zur Auflösung 2022 gehörte er zum Quartett Sons of Kemet (Black to the Future, 2021). Auch wirkte er 2020 an dem aus zwölf Musikern bestehenden Projekt London Brew mit; 2023 erschien das gleichnamige Doppelalbum.
Gemeinsam mit Dave Okumu und Tom Herbert leitete Skinner die Gruppe Jade Fox, außerdem ist er Mitglied des F-ire Collective und von Byron Wallens Gruppe Indigo. 2021 war er mit den Radiohead-Musikern Thom Yorke und Jonny Greenwood Gründungsmitglied von The Smile; ihren ersten gemeinsamen Liveauftritt hatten sie im Mai 2021 beim Glastonbury Festival. Ihr Album A Light for Attracting Attention mit 13 Songs erschien 2022. Zu hören ist er auch auf Ruth Gollers Skyllumina (2024).

## Diskographische Hinweise

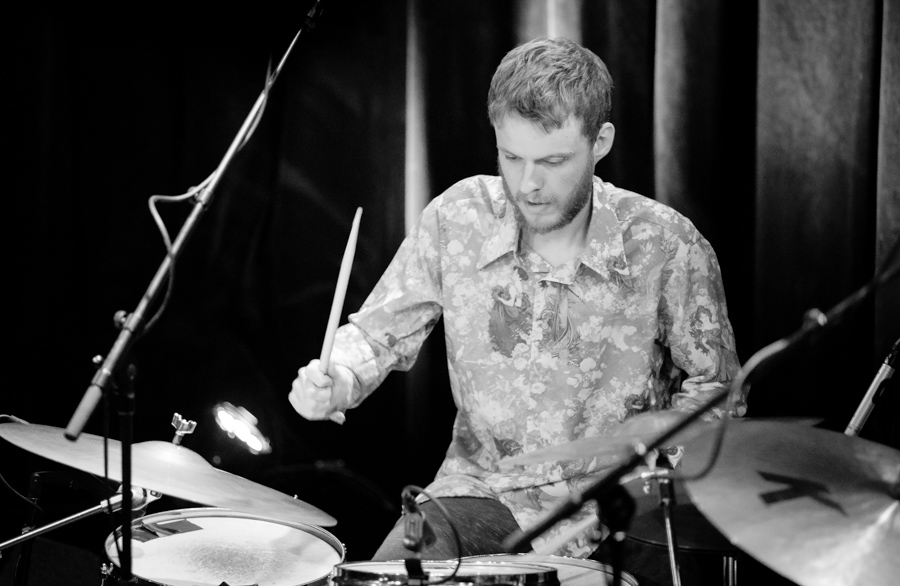
Tom Skinner, Oslo Jazzfestival 2018
Bild: Tore Sætre

- Denys Baptiste Quartet: Be Where You Are, 1999
- Ingrid Laubrock: Sometimes, 2001
- Denys Baptiste Quartet: Alternating Currents, 2001
- Nicolas Simion: Balkan Jazz, 2001
- Finn Peters: Su-ling, 2006
- Okumu, Herbert & Skinner: Undone: Live at the Crypt, 2019
- Voices of Bishara, 2022
- Voices of Bishara Live at Mu (2024)